# ジュリエット物語あるいは悪徳の栄え

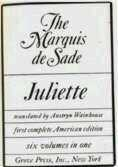
en:Austryn Wainhouseによる1968年の英訳の表紙。

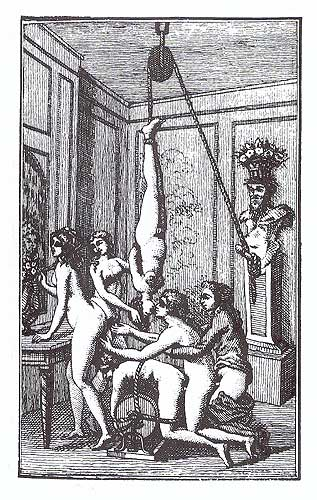
『ジュリエット物語あるいは悪徳の栄え』の押絵

『ジュリエット物語あるいは悪徳の栄え』（ジュリエットものがたりあるいはあくとくのさかえ、仏: l'Histoire de Juliette ou les Prospérités du vice）とは、マルキ・ド・サドによって書かれ、1797年から1801年に出版された小説である。『新ジュスティーヌあるいは美徳の不幸』と対をなす作品である。この小説を書いたことによって、サドはナポレオン・ボナパルトの命令によって逮捕され、シャロントン精神病院に13年入れられ、そこで獄死することとなった。

## あらすじ
修道院で敬虔な女性として育てられた主人公のジュリエットは、13歳のときに、道徳や宗教やらの善の概念は無意味だと言うある女性にそそのかされ、以来悪徳と繁栄の生涯を歩むこととなる。作品の全編を通して、神や道徳、悔恨や愛といった概念に対する攻撃的な思索が繰り広げられている。
彼女は自身の快楽を追求するために、家族や友人といった親しい人間までもをありとあらゆる方法で殺すのである。

## 映像作品
本作品を映像化した作品がいくつか存在する。
- 悪徳の栄え (1963年の映画) - フランス。ロジェ・ヴァディム監督
- 悪徳の栄え (1988年の映画) - 日本。実相寺昭雄監督